# Atmosfera nebesnega telesa
Atmosfera (po sodobni latinski skovanki atmosphaera iz 17. stoletja, grško ἀτμός [atmos] – »para« in σφαῖρα [sphaira] – »krogla«) je plast plinov, ki obdaja planet ali drugo nebesno telo z dovolj veliko maso, da jo zadrži njegova gravitacija. Drug pomemben dejavnik je temperatura, ki vpliva na hitrost gibanja molekul plinov. Nebesno telo lahko zadrži atmosfero skozi geološka obdobja, če je povprečna hitrost molekul manjša od šestine ubežne hitrosti.
Zemljina atmosfera se imenuje ozračje, sestavljena je iz 78 % dušika, 21 % kisika, približno 0,01 % vodne pare in drugih plinov v sledeh, predvsem argona in ogljikovega dioksida. Tej zmesi pravimo zrak. Plini, predvsem para in ogljikov dioksid, ujamejo del infrardečega valovanja z Zemlje in ga oddajo nazaj proti površju (t. i. učinek tople grede), zato je temperatura ozračja višja kot bi se jo pričakovalo samo glede na ravnotežje med prihajajočo sončno energijo ter oddano toploto. Poleg tega ozon v vrhnjih plasteh ozračja odbija visokoenergijsko ultravijolično valovanje. Sestava ozračja je edistvena med vsemi poznanimi planeti, zaradi dolgotrajnega delovanja živih organizmov, ki sooblikujejo ozračje s procesi fotosinteze in celičnega dihanja.
Podobna sestava atmosfere na eksoplanetu bi nakazovala, da gosti življenje, podobno temu na Zemlji, zato se astronomi osredotočajo na to značilnost pri iskanju ustreznih planetov.
Drugi planeti Osončja imajo bistveno različne atmosfere, odvisno od njihove mase in oddaljenosti od Sonca. V Venerini in Marsovi atmosferi prevladuje ogljikov dioksid, vendar je Venerina atmosfera gosta, z oblaki iz žveplove kisline, Marsova pa izredno redka. Plinski velikani Jupiter, Saturn, Uran in Neptun imajo zelo goste atmosfere iz vodika, helija, metana in amonijaka, poleg njih pa ima omembe vredno atmosfero še Saturnov satelit Titan, prav tako iz metana in amonijaka.